# Масивова кладка

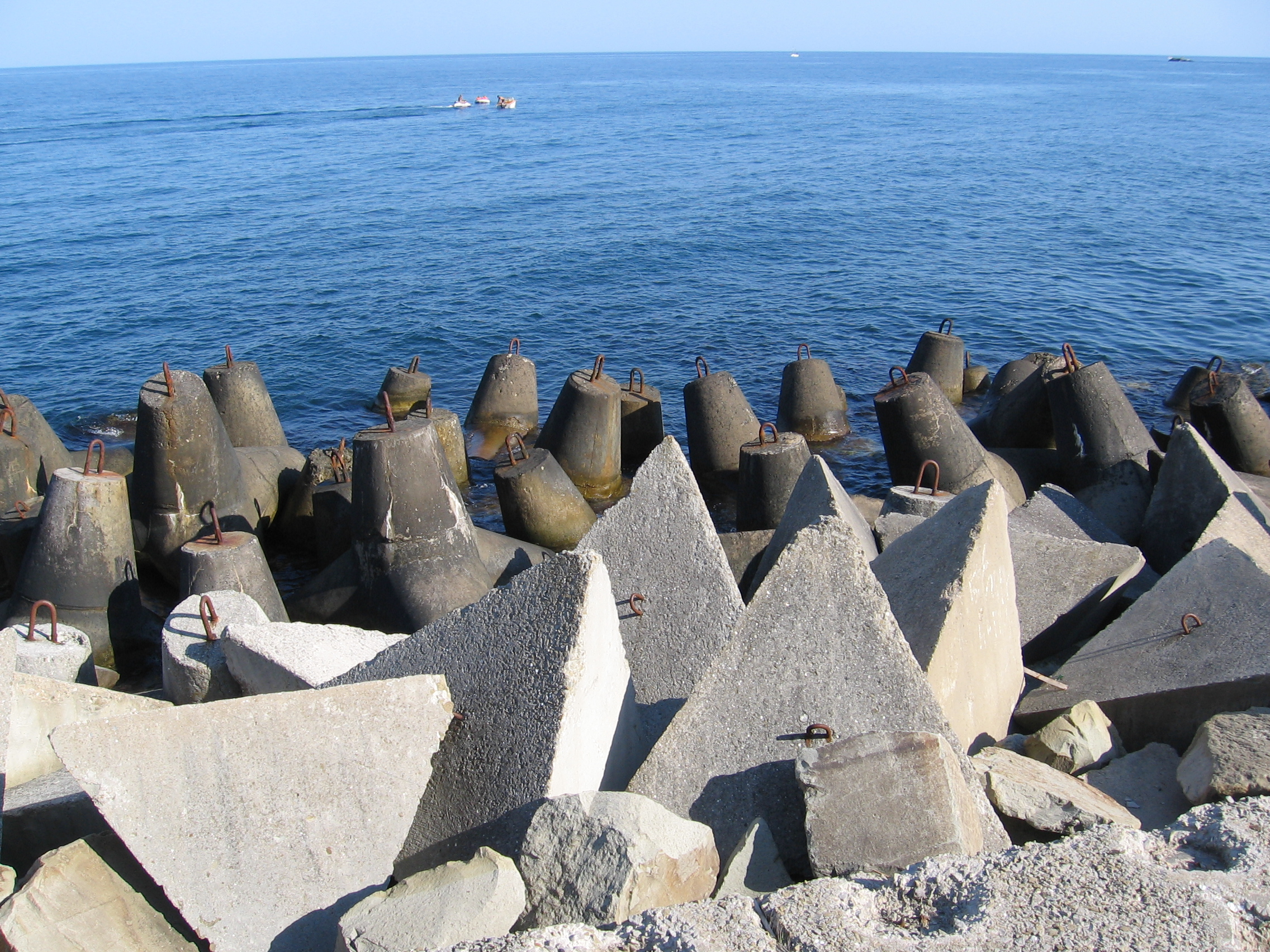
Масивова кладка. Чорне море. Малий Маяк, Крим, Україна.

Масивова кладка — конструкція у вигляді кладки з бетонних блоків масою до 100 і більше тонн. Блоки зазвичай встановлюють горизонтальними рядами іноді з перев'язуванням швів. Застосовується для захисту берега від розмивання хвилями, будівництва молів, причалів, опор: мостів, маяків, набережних тощо.